# Södra vägen, Halmstad
Ej att förväxla med Södra Vägen i Göteborg

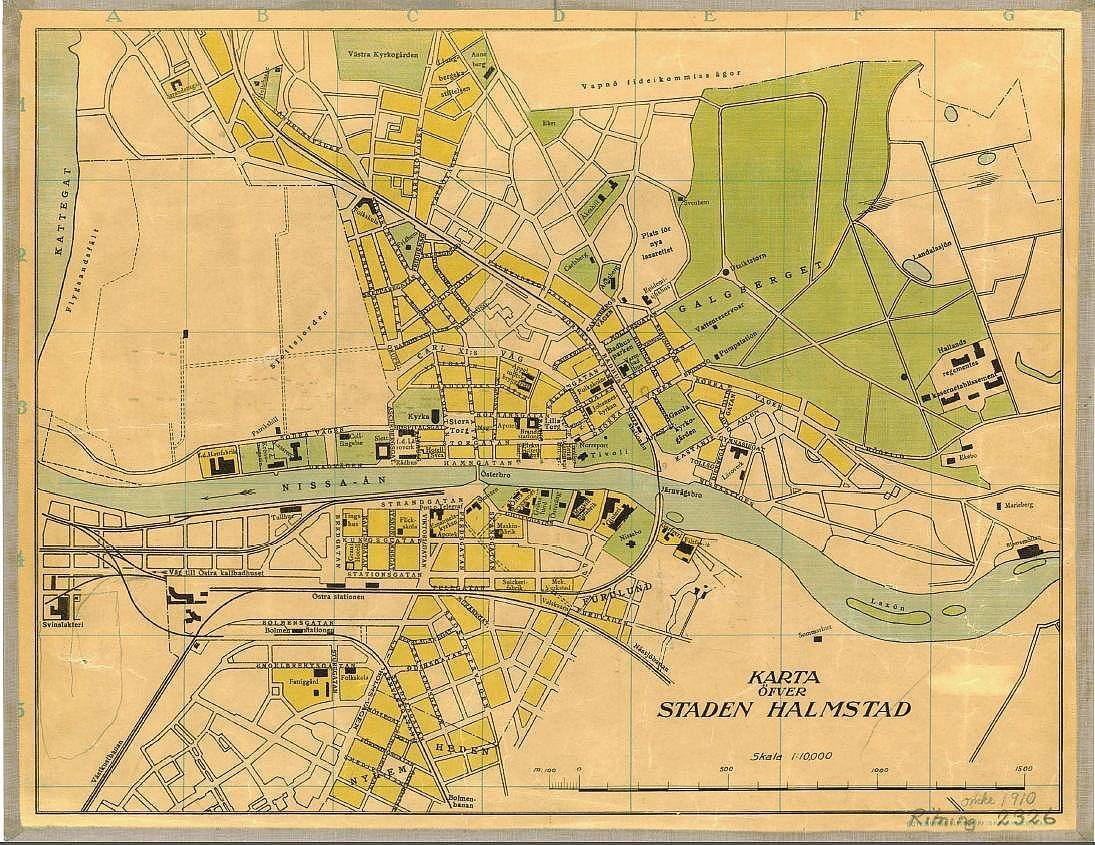
Karta över Halmstad från omkring 1910

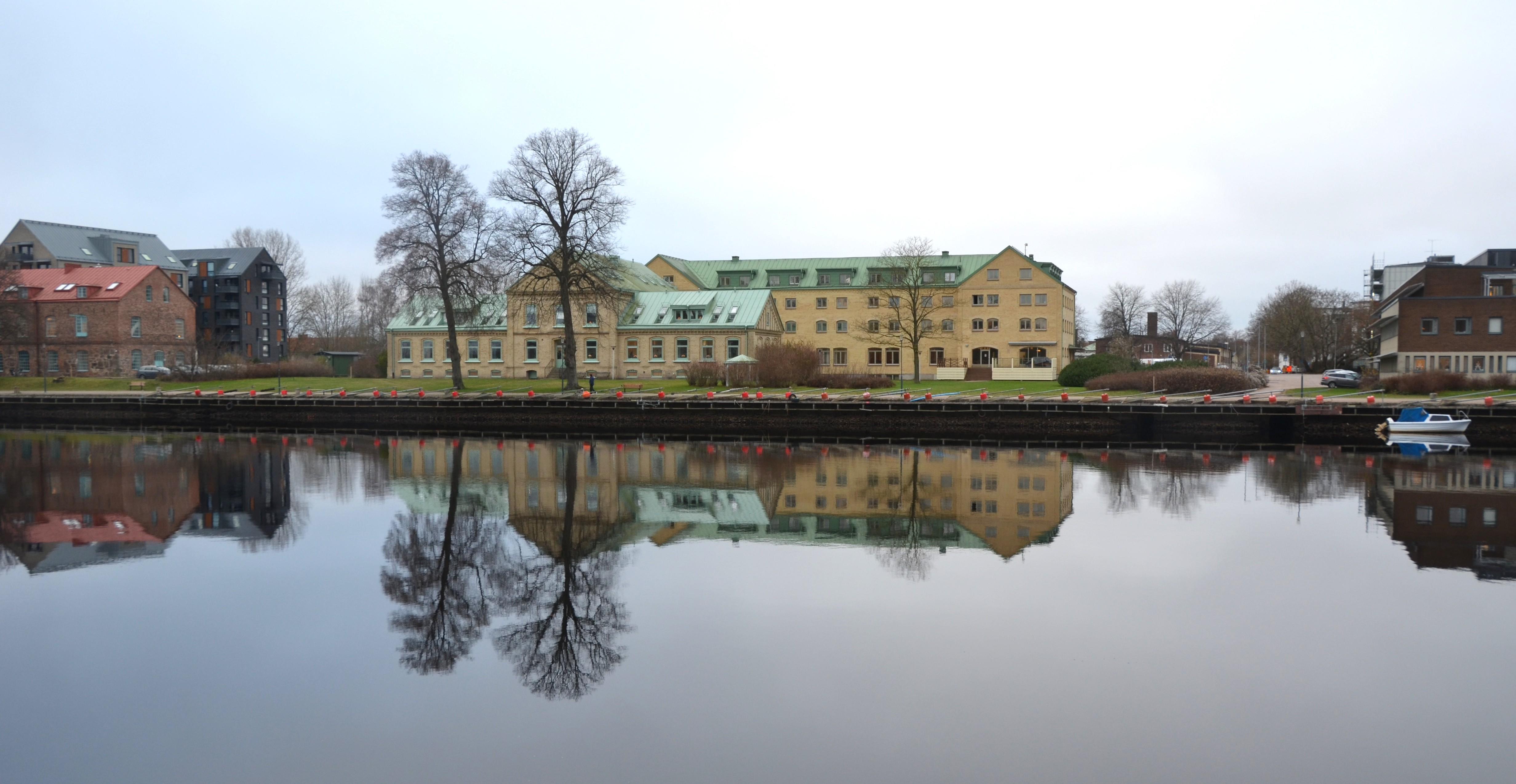
Regionens hus, här sett från baksidan mot Nissan. Till vänster Kronobränneriet, till höger Halmstads tingsrätt

Södra vägen är en gata på Söder, som utgör infartsväg till stadsdelen från Halmstads centrum. Den går från Slottsgatan till Amiralsgatan omedelbart norr om Halmstads varvs tidigare fabriksområde.
Södra vägen är den äldsta gatan i det område, som ursprungligen benämndes Slottsjorden. Den var en förlängning av Hospitalsgatan och ledde tidigast till bland Kronobränneriet annat gården Patrikshill, vars mangårdsbyggnad låg vid Södra vägen.
De första officiella byggnaderna med adress Södra vägen var Kronobränneriet på 1770-talet och Länsfängelset från 1830-talet. Halmstads hospital flyttade 1835 till Södra vägen från korsvirkeshuset  Tre Hjärtan vid Stora Torg.
På Gustaf Ljunggren karta över Halmstad från 1855 finns Södra vägen som en rak gata ner till Klyvargatan, med en fortsättning i en lätt österut båge i något mindre bredd fram till nuvarande Amiralsgatan, som benämndes Tångväg.
Parallellt med Södra vägen hade redan 1851-1852 anlagts Dragvägen direkt utmed Nissan med kajskoning.

## Byggnader vid Södra vägen i urval
- Länsfängelset
- Halmstads tingsrätt
- Regionens hus
- Gamla polishuset, Halmstad
- Kronobränneriet
- Hattfabriksområdet